# Länderkammer der DDR
Die Länderkammer der DDR war von der Staatsgründung am 7. Oktober 1949, trotz des politischen Auflösungsprozesses der Länder in der Deutschen Demokratischen Republik am 23. Juli 1952, bis zu ihrer formalen Auflösung durch die Volkskammer am 8. Dezember 1958 als Vertretung der Länder neben der Volkskammer (auf föderaler Ebene) an der Gesetzgebung der DDR beteiligt.

## Hintergrund

Die fünf Länder der DDR und Ost-Berlin 1949–1952:
Mecklenburg
Brandenburg
Sachsen-Anhalt
Sachsen
Thüringen
Berlin (Ost)

Die Sowjetische Militäradministration (SMAD) hatte 1945 die Sowjetische Besatzungszone (SBZ) territorial neu gegliedert. Dabei berücksichtigte sie weitgehend die historischen Grenzen. Änderungen ergaben sich aus der Zerschlagung Preußens und der Verlagerung der Ostgrenze an die Oder-Neiße-Linie. Das Gebiet der seit dem November 1948 gespaltenen Viersektorenstadt Berlin gehörte nicht zur Sowjetischen Besatzungszone, wobei die SMAD nur den im sowjetischen Sektor an der Macht befindlichen Magistrat anerkannte.
- Das Land Mecklenburg bestand aus den 1934 vereinigten Freistaaten (und ehemaligen Großherzogtümern) Mecklenburg-Schwerin und Mecklenburg-Strelitz und den westlich der Oder gelegenen Teilen Pommerns.
- Das Land Brandenburg umfasste die ehemalige preußische Provinz Brandenburg ohne die Gebiete östlich der Oder und Neiße.
- Das Land Sachsen-Anhalt wurde aus der preußischen Provinz Sachsen und dem ehemaligen Freistaat Anhalt neu geschaffen.
- Das Land Sachsen ohne die Teile östlich der Neiße (Reichenau in Sachsen, poln. Bogatynia) wurde wieder um den niederschlesischen Landzipfel um Görlitz diesseits der Neiße erweitert.
- Das Land Thüringen entsprach dem 1920 aus den thüringischen Staaten gebildeten Freistaat und dem preußischen Regierungsbezirk Erfurt, der Thüringen erst 1944 zugeordnet worden war.

Die DDR bestimmte sich in ihrer ersten Verfassung von 1949 zu einem dezentralisierten Einheitsstaat. Die Gesetze wurden von den zentralstaatlichen Organen in Berlin bestimmt (Legislative) und die Landesbehörden waren für deren Umsetzung zuständig (Exekutive).

## Aufgaben

Schaubild für die Verfassung der DDR von 1949

Entsprechend den zentralstaatlichen Tendenzen in der DDR waren die Eingriffsmöglichkeiten der Länderkammer nicht mit denen in einem echten Zweikammersystem vergleichbar. Die Länderkammer konnte Gesetzesvorlagen einbringen und hatte ein Einspruchsrecht gegen Gesetzesbeschlüsse der Volkskammer, konnte dann jedoch von der Volkskammer überstimmt werden. Von diesem Einspruchsrecht wurde außerdem nie Gebrauch gemacht.

## Zusammensetzung
Entsprechend dem Staatsgründungsgesetz vom 7. Oktober 1949 wurde neben der Abgeordnetenkammer („Provisorische Volkskammer“) eine „Provisorische Länderkammer“ gebildet. Sie bestand aus elf Abgeordneten des Landes Sachsen, acht Abgeordneten des Landes Sachsen-Anhalt, sechs Abgeordneten des Landes Thüringen, fünf Abgeordneten des Landes Brandenburg und vier Abgeordneten des Landes Mecklenburg. Die „Hauptstadt der Deutschen Demokratischen Republik, Berlin“, konnte sieben Vertreter als Beobachter entsenden. Am 8. November 1950 bestimmte das Gesetz über die Zusammensetzung der Länderkammer der Deutschen Demokratischen Republik, dass sie aus 13 Abgeordneten aus Sachsen, elf aus Sachsen-Anhalt, zehn aus Thüringen, neun aus Brandenburg und sieben aus Mecklenburg bestehen soll. Diese 50 Abgeordneten der Länderkammer waren von den Landtagen im Verhältnis der Fraktionen zu bestimmen. Die „Hauptstadt Berlin“, der eine Volksvertretung fehlte, entsandte in die Länderkammer 13 Vertreter mit beratender Stimme.

## Präsidenten
- Reinhold Lobedanz (CDU), 1949–1955, 1. Vizepräsident des Landtages Mecklenburg (1946–1952)
- August Bach (CDU), 1955–1958

## Auflösung
Mit der faktischen Abschaffung der Länder in der DDR durch die Verwaltungsreform von 1952 existierte die Länderkammer als verfassungsrechtliche Absurdität zunächst weiter. Da die Landtage als verfassungsmäßige Wahlkörper nicht mehr existierten, wurden die Abgeordneten 1954 von den länderweise zusammengetretenen Bezirkstagen gewählt. 1958 wählten die einzelnen Bezirkstage dann direkt. Die bei dieser letzten Wahl bestimmten Abgeordneten hatten aber nur noch eine Aufgabe: Sie legten keinen Einspruch ein, als die Volkskammer der DDR am 8. Dezember 1958 die Auflösung der Länderkammer beschloss.
Am 22. Juli 1990 verabschiedete die Volkskammer das Ländereinführungsgesetz, wodurch die früheren Länder wiederhergestellt wurden.